# مجلة السمير الفلسطينية
مجلة السمير الفلسطينية هي مجلة أسبوعية مصورة، صدرت في حيفا (1940-1941), صدرت عن دار حداد للنشر والطباعة، لصاحبها ومحررها المسؤول منير إبراهيم حداد.
صدر العدد الأول منها في حيفا بتاريخ 25 شباط عام 1940 - عدد صفحاتها 32 صفحة ما عدا الغلاف. طبعت في مطبعة حداد حيفا، وقد صدر العدد الرابع في 17 ايار 1940 بحجم أكبر.
بالنسبة للعام الذي توقفت المجلة عن الصدور فهو غير معروف، بكلمات أوضح: لم يحدد بعد متى توقفت المجلة عن الصدور ولكن المعروف هو أن مجلة السمير لم تكمل عامها حيث اختفت من الساحة الإعلامية بينما عاد اسم محررها «منير حداد» ولكن بمجلة أخرى صدرت تحت عنوان «المهماز» حيث ظهر اسمه على صفحاتها بدءا من انطلاقها وصدورها عام 1946. ولكن المعروف هو ان اخر عدد من هذه المجلة كان العدد الحادي عشر الذي صدر بالتقريب في 5 ايار عام 1940.

## زوايا واهداف المجلة
هدف المجلة كما يرد في مقالة محررها منير حداد في عددها الأول أن توفر للقراء العرب متعة وتسلية دون الحاجة للمجلات والمطابع الأجنبية، مع علم أعضاء المجلة ان من الصعب منافسة المجلات الأجنبية ولكنهم رأوا ان تلك الامنية ممكنة عبر الناس وتشجيعهم. تورد المجلة العديد من المواقف الطريفة والقصص المضحكة إضافة لأخبار الأسبوع والأمسيات أو الحفلات التي يمكن الذهاب إليها في الفترة القريبة.
يبدو من خلال تصفح المجلة أنها ركزت كثيراً على النوادر والمواقف الطريفة، كما وخصصت المجلة زوايا خاصة بالصور والكاريكاتيرات إضافة لزاوية «اين تذهب هذا الاسبوع»، وزاوية للروايات والقصص، كما كانت مقربة من السلطات البريطانية من خلال تغطيتها أخبار الوزراء ورجال الدولة البريطانية.
من خلال محتويات العدد الأول كان باستطاعة القراء ان يتعرفوا على خطة وأهداف تلك المجلة. جاء في العدد الأول: المقالات والأخبار التالية: العرب في مختلف الميادين، نزهتي الاسبوعية. من مجالس السمر، مفكرة الاسبوع. مراسلات خاصة، خلاصة أخبار الأسبوع. مفاجأة الأرواح، صفحة التلاميذ. أمراض تكاد تكون مستعصية. فكاهات، صور وروايات.
باختصار، من إحدى الأهداف الرئيسية لمجلة السمير هو توفير قراءة ممتعة ومسلية للعرب دون الحاجة لمجلات اجنبية أخرى.

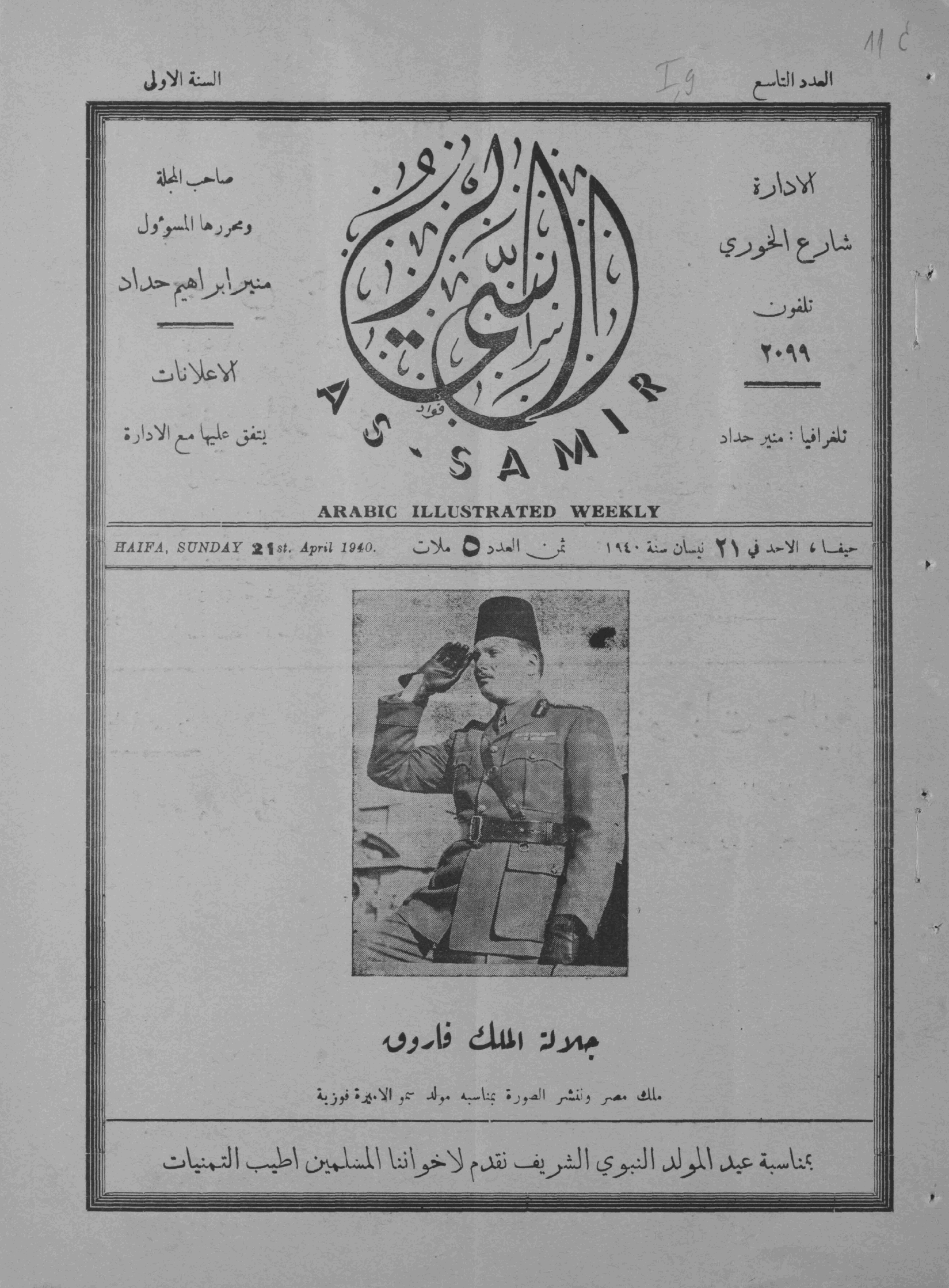
مجلة السمير الفلسطينية